# Jan Bárta
Jan Bárta (Kyjov, 7 de diciembre de 1984) es un ciclista checo que fue profesional entre 2005 y 2023.

## Trayectoria
Debutó como profesional en 2005 en el equipo austriaco del ELK Haus-Simplon. Tras pasar por el también equipo austriaco del KTM-Junkers en las temporadas 2008 y 2009 en 2010 fichó por equipo alemán del NetApp. En 2012 se hizo conocido tras ganar la Settimana Coppi e Bartali donde además ganó una etapa y, además poco después, haciéndose también con la Vuelta a Colonia.
Puso fin a su carrera deportiva al término del año 2023.

## Palmarés
2009
- 1 etapa de la Vuelta a Austria

2010
- 2.º en el Campeonato de la República Checa Contrarreloj

2011
- 2.º en el Campeonato de la República Checa Contrarreloj

2012
- Settimana Coppi e Bartali, más 1 etapa
- Vuelta a Colonia
- Campeonato de la República Checa Contrarreloj

2013
- Szlakiem Grodów Piastowskich, más 1 etapa
- Campeonato de la República Checa Contrarreloj
- Campeonato de la República Checa en Ruta

2014
- Campeonato de la República Checa Contrarreloj
- 3.º en el Campeonato de la República Checa en Ruta

2015
- Campeonato de la República Checa Contrarreloj

2016
- 2.º en el Campeonato de la República Checa Contrarreloj

2017
- Campeonato de la República Checa Contrarreloj

2018
- 2.º en el Campeonato de la República Checa Contrarreloj
- 2.º en el Campeonato de la República Checa en Ruta

2019
- Tour de Loir-et-Cher
- 1 etapa del Tour de Hungría
- 3.º en los Juegos Europeos Contrarreloj
- Campeonato de la República Checa Contrarreloj

2020
- 2.º en el Campeonato de la República Checa Contrarreloj

2021
- 2.º en el Campeonato de la República Checa Contrarreloj
- Carrera de la Solidaridad y de los Campeones Olímpicos, más 1 etapa

2022
- Campeonato de la República Checa Contrarreloj
- 2.º en el Campeonato de la República Checa en Ruta

## Resultados en Grandes Vueltas y Campeonatos del Mundo
Durante su carrera deportiva consiguió los siguientes puestos en las Grandes Vueltas y en los Campeonatos del Mundo en carretera:
| Carrera              | Carrera              | 2005 | 2006 | 2007 | 2008 | 2009  | 2010 | 2011 | 2012 | 2013 | 2014 | 2015 | 2016 | 2017  | 2018 | 2019 | 2020 | 2021 | 2022 | 2023 |
| -------------------- | -------------------- | ---- | ---- | ---- | ---- | ----- | ---- | ---- | ---- | ---- | ---- | ---- | ---- | ----- | ---- | ---- | ---- | ---- | ---- | ---- |
|                      | Giro de Italia       | —    | —    | —    | —    | —     | —    | —    | 65.º | —    | —    | —    | —    | 127.º | —    | —    | —    | —    | —    | —    |
|                      | Tour de Francia      | —    | —    | —    | —    | —     | —    | —    | —    | —    | 71.º | 25.º | 88.º | —     | —    | —    | —    | —    | —    | —    |
|                      | Vuelta a España      | —    | —    | —    | —    | —     | —    | —    | —    | 96.º | —    | —    | —    | —     | —    | —    | —    | —    | —    | —    |
| Mundial en Ruta      | Mundial en Ruta      | —    | —    | —    | —    | 106.º | —    | Ab.  | 59.º | 54.º | 91.º | 97.º | —    | 79.º  | —    | Ab.  | —    | —    | —    | —    |
| Mundial Contrarreloj | Mundial Contrarreloj | —    | —    | —    | —    | —     | —    | —    | 7.º  | 11.º | 9.º  | 11.º | —    | 24.º  | 14.º | 33.º | —    | —    | —    | —    |

—: no participa

Ab.: abandono

## Equipos
- ELK Haus-Simplon (2005-2006)
- KTM-Junkers (2008-2009)
  - Arbö-KTM-Junkers (2008)
  - KTM-Junkers (2009)
- NetApp/Bora (2010-2017)
  - Team NetApp (2010-2012)
  - Team NetApp-Endura (2013-2014)
  - Bora-Argon 18 (2015-2016)
  - Bora-Hansgrohe (2017)
- Elkov (2018-2023)
  - Elkov-Author (2018-2019)
  - Elkov-Kasper (2020-2023)